# Llupia
Llupia (în catalană Llupia) este o comună în departamentul Pyrénées-Orientales din sudul Franței. În 2009 avea o populație de 1.905 de locuitori.

## Evoluția populației
| An        | 1975 | 1982 | 1990  | 1999  | 2006  | 2009  |
| --------- | ---- | ---- | ----- | ----- | ----- | ----- |
| Populație | 399  | 931  | 1.253 | 1.734 | 1.792 | 1.905 |